# Donatas Malinauskas
Donatas Malinauskas  pronunciació (?·pàg.) (n. 1877 a Letònia, m. 30 novembre 1942 a Biïsk, Krai de l'Altai, Rússia) fou un polític i diplomàtic lituà i un dels 20 signants de la Declaració d'Independència de Lituània el 16 de febrer de 1918.
Malinauskas va néixer en una família de la noblesa lituana i es va educar a Vílnius. Més tard es va traslladar a estudiar a l'Acadèmia Agrícola de Tabor, Bohèmia, on va donar suport als moviments nacionalistes txecs entre l'alumnat.
Després de graduar-se, va tornar a la finca de la família prop de Trakai, i es va involucrar amb diverses causes polítiques i de caritat. Va formar part d'un grup conegut com un dels "Dotze Apòstols". Els seus objectius incloïen una campanya per permetre l'ús del lituà als serveis de l'Església Catòlica Romana a Lituània, que en aquella època requeria l'ús del llatí o del polonès, i l'establiment del Comitè Central de Socors Lituà. El seu treball en aquesta Comissió va portar a la seva elecció al Consell de Lituània i la signatura de la Declaració d'Independència el 1918.
Durant el període d'entreguerres Malinauskas va servir com a enviat diplomàtic a Txecoslovàquia i Estònia. Va conduir una recerca de les restes de Vytautas el Gran, i va arribar tan lluny com per tenir un taüt de plata construït a Txecoslovàquia que podria contenir aquests, sempre que el trobessin. La recerca es va centrar en la Catedral de Vílnius, que les fonts més històriques han assenyalat com el lloc més probable.
Malinauskas va ser deportat a Rússia el 14 de juny de 1941. Les seves restes van ser retornades a Lituània el 1993
.